# Arrondissement de Castelsarrasin
L'arrondissement de Castelsarrasin est une division administrative du département français de Tarn-et-Garonne en région Occitanie. Ce département dont le chef-lieu est Montauban ne compte que deux arrondissements : ceux de Montauban et de Castelsarrasin. 
À l'origine, en 1790, Castelsarrasin fait partie de la Haute-Garonne, avec le statut de chef-lieu de district. En 1800, la ville devient chef-lieu d'arrondissement, mais toujours dans la Haute-Garonne, jusqu'à la création du Tarn-et-Garonne en 1808.

## Histoire

### 1790-1808: district, puis arrondissement de Haute-Garonne
Lors de la création des départements par l'Assemblée nationale constituante en 1790, la Haute-Garonne (Toulouse) et le Lot (Cahors) s'étendent jusqu'au Tarn, de sorte que Castelsarrasin fait partie de la Haute-Garonne, dont elle est un des chefs-lieux de district. 
En 1800, au début du Consulat, la ville devient chef-lieu d'un arrondissement (siège d'une sous-préfecture), toujours dans la Haute-Garonne. 

### Création du département de Tarn-et-Garonne (1808)
En 1808, est décidée la création d'un nouveau département, le Tarn-et-Garonne, à partir des territoires de la Haute-Garonne et du Lot. L'arrondissement de Castelsarrasin est transféré au Tarn-et-Garonne, dont le chef-lieu est établi à Montauban, auparavant chef-lieu d'arrondissement du Lot.
L'arrondissement de Castelsarrasin inclut alors 7 cantons et 84 communes.

### Évolution de l'arrondissement après 1808
Le découpage départemental est restructuré : au départ, l'arrondissement de Castelsarrasin couvre le sud du département (au sud du Tarn) ; aujourd'hui, il couvre la partie occidentale du département.
Par exemple, en 1808, l'arrondissement inclut la commune de Bressols (canton de Montech), située tout près de Montauban, mais au sud du Tarn. Aussi bien Bressols que Montech font aujourd'hui partie de l'arrondissement de Montauban.

## Situation actuelle

### Cantons de l'arrondissement depuis la réforme de 2014
- canton d'Auvillar
- canton de Beaumont-de-Lomagne
- canton de Bourg-de-Visa
- canton de Castelsarrasin-1
- canton de Castelsarrasin-2
- canton de Lauzerte
- canton de Lavit
- canton de Moissac-1 (et ancien canton de Moissac)
- canton de Moissac-2
- canton de Montaigu-de-Quercy
- canton de Saint-Nicolas-de-la-Grave
- canton de Valence

### Les 103 communes de l'arrondissement en 2024
Depuis 2015, le nombre de communes d'un arrondissement peut changer, soit du fait du redécoupage cantonal de 2014 qui a conduit à l'ajustement du périmètre de certains arrondissements, soit à la suite de la création de communes nouvelles par regroupement de communes anciennes. 
En ce qui concerne l'arrondissement de Castelsarrasin, le nombre de communes (103) est cependant resté inchangé depuis 2015.
Au 1er janvier 2024, l'arrondissement groupe les communes suivantes :
1. Albefeuille-Lagarde
2. Angeville
3. Asques
4. Auterive
5. Auvillar
6. Balignac
7. Bardigues
8. Barry-d'Islemade
9. Les Barthes
10. Beaumont-de-Lomagne
11. Belbèze-en-Lomagne
12. Belvèze
13. Boudou
14. Bouloc-en-Quercy
15. Bourg-de-Visa
16. Brassac
17. Castelferrus
18. Castelmayran
19. Castelsagrat
20. Castelsarrasin
21. Castéra-Bouzet
22. Caumont
23. Le Causé
24. Cazes-Mondenard
25. Cordes-Tolosannes
26. Coutures
27. Cumont
28. Donzac
29. Dunes
30. Durfort-Lacapelette
31. Escazeaux
32. Espalais
33. Esparsac
34. Fajolles
35. Faudoas
36. Fauroux
37. Garganvillar
38. Gariès
39. Gasques
40. Gensac
41. Gimat
42. Glatens
43. Goas
44. Golfech
45. Goudourville
46. Gramont
47. Labastide-du-Temple
48. Labourgade
49. Lachapelle
50. Lacour
51. Lafitte
52. Lamagistère
53. Lamothe-Cumont
54. Larrazet
55. Lauzerte
56. Lavit
57. Lizac
58. Malause
59. Mansonville
60. Marignac
61. Marsac
62. Maubec
63. Maumusson
64. Meauzac
65. Merles
66. Miramont-de-Quercy
67. Moissac
68. Montagudet
69. Montaigu-de-Quercy
70. Montaïn
71. Montbarla
72. Montesquieu
73. Montgaillard
74. Montjoi
75. Perville
76. Le Pin
77. Pommevic
78. Poupas
79. Puygaillard-de-Lomagne
80. Roquecor
81. Saint-Aignan
82. Saint-Amans-de-Pellagal
83. Saint-Amans-du-Pech
84. Saint-Arroumex
85. Saint-Beauzeil
86. Saint-Cirice
87. Saint-Clair
88. Saint-Jean-du-Bouzet
89. Sainte-Juliette
90. Saint-Loup
91. Saint-Michel
92. Saint-Nazaire-de-Valentane
93. Saint-Nicolas-de-la-Grave
94. Saint-Paul-d'Espis
95. Saint-Vincent-Lespinasse
96. Sauveterre
97. Sérignac
98. Sistels
99. Touffailles
100. Tréjouls
101. Valeilles
102. Valence
103. Vigueron

## Démographie (évolution depuis 1968)
En 2022, l'arrondissement comptait 79 088 habitants.
| 1968   | 1975   | 1982   | 1990   | 1999   | 2006   | 2011   | 2016   | 2021   |
| ------ | ------ | ------ | ------ | ------ | ------ | ------ | ------ | ------ |
| 68 322 | 65 360 | 65 078 | 68 412 | 68 656 | 72 718 | 75 438 | 77 423 | 78 979 |

| 2022   | - | - | - | - | - | - | - | - |
| ------ | - | - | - | - | - | - | - | - |
| 79 088 | - | - | - | - | - | - | - | - |

## Liste des sous-préfets (depuis 2007)
| Période          | Période         | Identité                | Fonction précédente                           | Observation                                                               |
| ---------------- | --------------- | ----------------------- | --------------------------------------------- | ------------------------------------------------------------------------- |
| …                |                 |                         |                                               |                                                                           |
| 13 décembre 2007 | 4 mars 2010     | Patrick Cousinard       | Sous-préfet de Wissembourg                    | Sous-préfet de Clermont-sur-Oise                                          |
| 12 mars 2010     | 19 avril 2012   | Raymond-Alexis Jourdain | Secrétaire général de la préfecture de l'Orne | Réintégré dans son cadre d'emplois d’origine (administrateur territorial) |
| 19 avril 2012    | 18 février 2014 | Myriam Garcia           | Directrice de cabinet du préfet de l'Aisne    | Sous-préfète chargée de mission au CIPDR                                  |
| 18 février 2014  | 12 juillet 2017 | Sébastien Lanoye        | Sous-préfet de Limoux                         | Réintégré dans son corps d'origine (conservateur du patrimoine)           |
| 1er août 2017    | 18 octobre 2019 | Céline Platel           | Attachée principale d'administration          | Directrice de cabinet du préfet de la Loire                               |
| 17 février 2020  | 10 août 2021    | Sarah Ghobadi           | Administratrice civile                        | Réintégrée dans son corps d'origine                                       |
| 10 août 2021     | 2 août 2023     | Arnaud Sorge            | DGS de la CA du Grand Périgueux               | Sous-préfet chargé de mission auprès du préfet de la région Bretagne      |
| 2 août 2023      | En cours        | Pierre Bressolles       | Sous-préfet de Nontron                        |                                                                           |